# Полтавська (станиця)
Станиця Полтавська — адміністративний, культурний і економічний центр Красноармійського району Краснодарського краю й одночасно сільській адміністрації. В радянський період була перейменована на станицю Красноармійська, потім станиці повернуто первісну назву.
Населення: 28 тис. осіб, загальна площа Полтавської — 17 км², щільність населення — 1696,23 особи/км².
Станица розташована в дельті Кубані, оточена рисовими чеками, за 65 км північно-західніше Краснодару, за 11 км північніше Слов'янську-на-Кубані.
Залізнична станція Полтавська на гілці «Кримськ — Тимашевськ».
У станиці базується мотобольний клуб «Кіровець».

## Історія
- Полтавська, заснована в 1794, є однією перших сорока курінних поселень чорноморських козаків на Кубані (див. Кубанські козаки). Назву перенесено з однойменного куреня Січи, названого у свою чергу по місту Полтава;
- У 1926 році в станиці працював україномовний педагогічний технікум;
- У 1932—1933 Полтавська стала однією зі станиць, поставлених за «саботаж» на «чорні дошки ганьби». Від голоду померли сотні станичників;
- На підставі спеціального пункту постанови ЦК ВКП(б) та РНК СРСР від 14 грудня 1932 року[1] навесні 1933 все козацьке населення станиці було виселено до північних районів СРСР, а на їхнє місце поселені військовослужбовці Червоної армії та їхні сім'ї. Станиця перейменована на Красноармійську;
- 2004 року станиці було повернуто первісну назву;

### Голодомор 1933
Як пише Роберт Конквест в книзі «Жнива скорботи»: «Нападки Шеболдаєва на станицю Полтавську не були простою словесною погрозою. 17 грудня 1932 р. за розпорядженням голови крайвиконкому депортували всіх 27 тис. мешканців станиці.
Партизанський рух у цій окрузі існував до 1925 р., а окремі групи діяли і значно довше. У 1929—1930 рр. депортували 300 з 5600 господарств і судили 250 осіб за невиконання зернових заготівель, з-поміж яких близько 40 розстріляли. „Бабський бунт“ у цій місцевості очолили вдови червоних партизанів. У 1930—1931 рр. там провели серію арештів підозрюваних членів „Спілки визволення України“.
Тепер, у грудні 1932 р., у Полтавській відбулося справжнє повстання, учасники якого вбивали співробітників ОДПУ та активістів; станиця перейшла під контроль повстанців, котрі відрядили свої ескадрони до сусідніх селищ із закликом приєднатися до них. Одначе вони робили це надто повільно, і владі вдалося сконцентрувати коло Полтавської гнітючі сили і після тяжких боїв знову взяти станицю у свої руки.
Начальник ОДПУ Кубаєв віддав наказ: через те що Полтавська опинилася в руках куркулів, депортувати все населення, за винятком кількох лояльних громадян. Із цією метою оголосили воєнний стан, а жителів попередили, що за будь-яке порушення наказів винуватці отримають „найвищу міру соціалістичної законності — розстріл“: це стосувалося тих, хто „проводив агітацію, ширив провокаційні чутки, спричиняв паніку або плюндрував власність чи продукцію“. Згодом до станиці наїхали російські поселенці, і її перейменували в „Красноармейскую“.»

## Відомі люди
- Безщасний Конон Петрович — кобзар, скрипаль, учасник антибільшовицького руху на Кубані, артист Кубанського симфонічного оркестру.
- Міхновський Микола Іванович — український політичний і громадський діяч. У 1920—1924 рр. жив у станиці Полтавській, де вчителював та займався українізацією[2].
- Смовський Костянтин Авдійович — полковник Армії УНР, генерал-хорунжий на еміграції.

## Галерея

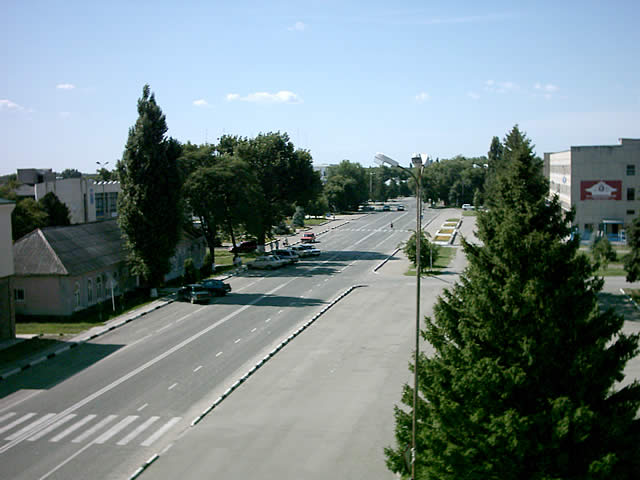
Станиця Полтавська.
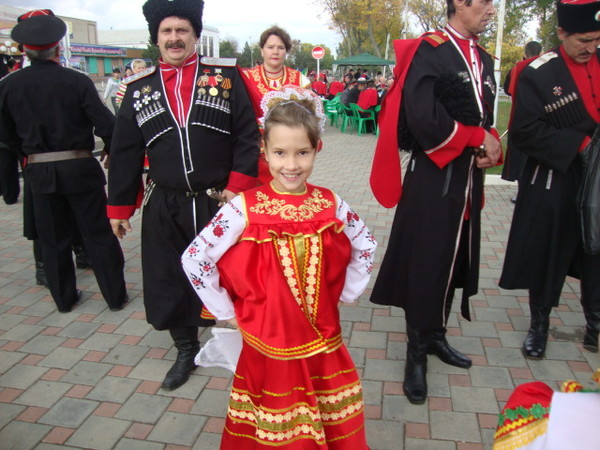
Свято у станиці Полтавській.
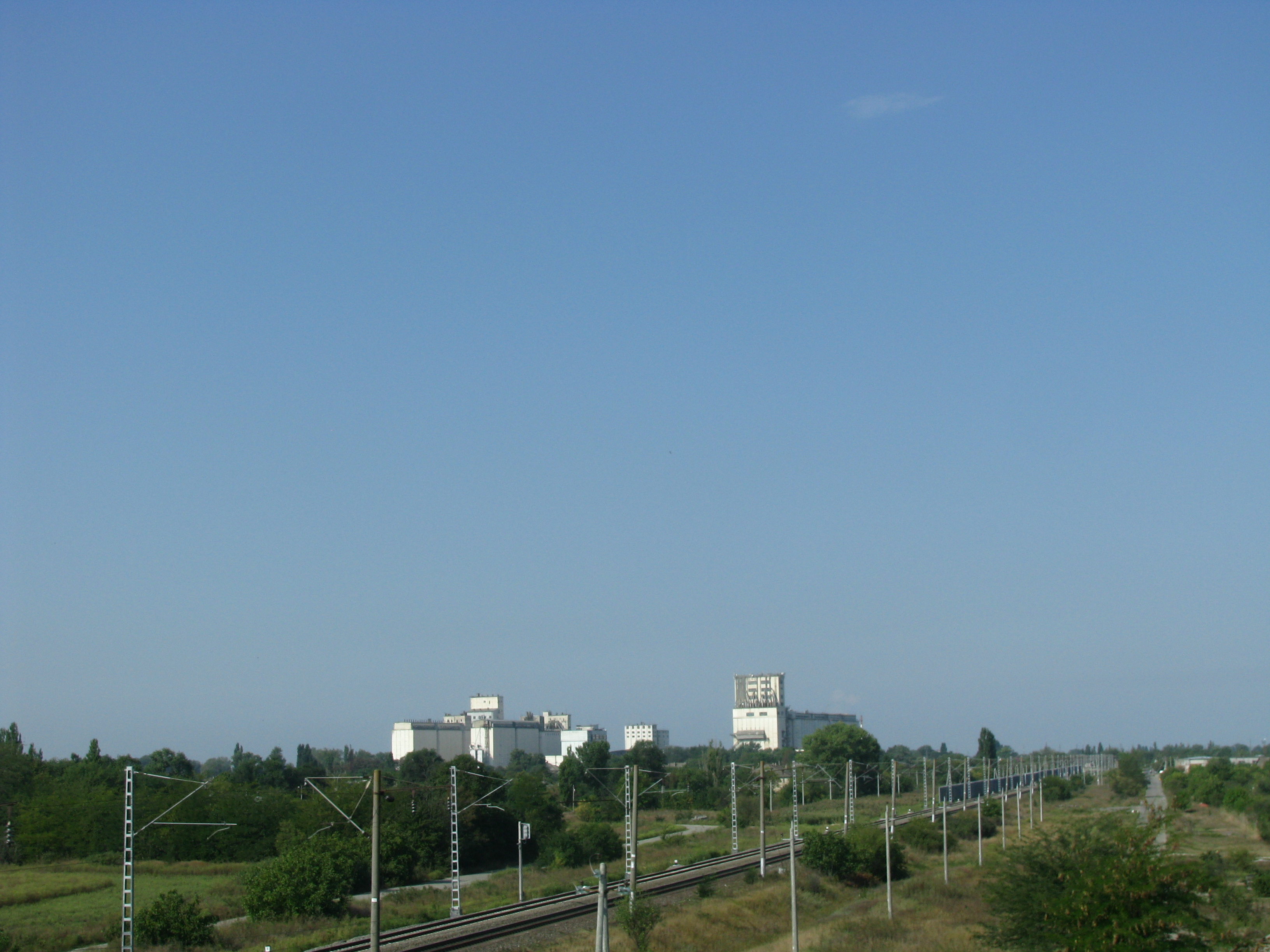
Станичний елеватор.